# MUTO
MUTO (ムートー (Mūtō)) là một loài quái vật khổng lồ hư cấu xuất hiện trong hai bộ phim Godzilla (2014) và Godzilla: King of the Monsters (2019) thuộc vũ trụ điện ảnh MonsterVerse.

## Tổng quát

### Tên gọi
"MUTO" là từ viết tắt của "Massive Unidentified Terrestrial Organism" ("sinh vật trên cạn khổng lồ không xác định"). Đạo diễn Gareth Edwards tuyên bố rằng "về cơ bản chúng là UFO của các quái vật". Trong bản nháp đầu tiên về kịch bản của Godzilla, MUTO đực và MUTO cái lần lượt được gọi là "Hokmuto" và "Femuto", từ viết tắt của " Hokkaido MUTO" và "Female MUTO". Bên cạnh đó, thuật ngữ "MUTO" ban đầu là viết tắt của "Massive Unidentified Target Organism". Phiên bản chính thức của bộ phim gọi MUTO đực là "Winged MUTO", còn MUTO cái là "Eight-Legged MUTO".
Ngoài việc được dùng để xác định hai sinh vật ký sinh khổng lồ trong phim, thuật ngữ "MUTO" ban đầu còn được tổ chức Monarch sử dụng để chỉ những sinh vật trên cạn khổng lồ chưa được đặt tên. Trong Godzilla: Awakening, cả Godzilla và Shinomura ("Swarm of Death") đều được gọi chung là MUTO trước khi chúng được đặt tên riêng. Trong Kong: Skull Island, Bill Randa đã tiết lộ về Monarch (được giới thiệu lần đầu trong Godzilla) với mục đích chính là săn lùng những sinh vật trên cạn khổng lồ không xác định. Trong Godzilla: King of the Monsters, Monarch thay đổi tên gọi của các quái vật từ "MUTO" thành "Titan".

### Đón nhận
Oliver Gettell của nhật báo Los Angeles Times gọi các MUTO là "bạn diễn quan trọng nhất của Godzilla", ca ngợi chúng là những nhân vật phản diện có tính chất đe dọa cũng như khuyến khích khán giả gắn bó với Godzilla. Trong khi đó một số người xem đã chỉ trích thiết kế của MUTO, được cho là giống với thiết kế của quái vật Clover từ bộ phim Cloverfield.

## Xuất hiện
Trong Kong: Skull Island, thuật ngữ "MUTO" đã được sử dụng để tham chiếu. Trong Godzilla: Aftershock, một cá thể MUTO siêu loài được gọi là MUTO Prime (hoặc Titanus Jinshin-Mushi) đã xuất hiện trong cuốn tiểu thuyết đồ họa này. Trong Godzilla: King of the Monsters, một cá thể Queen MUTO đã xuất hiện trong bộ phim.

### Phim điện ảnh
- Godzilla (2014)
- Godzilla: King of the Monsters (2019)

### Trò chơi điện tử
- Godzilla Smash3
- Godzilla: Strike Zone

### Truyện tranh và tiểu thuyết
- Godzilla: Aftershock (truyện tranh – 2019)